# Роман о Фиалке или о Жераре Неверском
«Роман о Фиалке или о Жераре Неверском» (фр. Le Roman de la Violette ou de Gerart de Nevers, Livre de Gerart comte de Nevers) — средневековый куртуазный роман XIII века трувера Жербера де Монтрей, написанный в ироничном тоне, высмеивающем рыцарскую литературу (фр. roman de la gageure «роман-пари»).

## Создание
Приблизительные годы написания романа — 1227—1229. Он написан на языке ойль (северофранцузском), состоит из 6654 восьмисложных стихов со смежной рифмовкой и подражает стилю автора «Гильома из Доля» Жану Ренару. Несмотря на включение автором в канву повествования кансоны южнофранцузских трубадуров того времени, роман по духу и стилю сильно отличается от произведений этих трубадуров. Жербер посвятил своё творение пикардийке Марии де Понтьё (1197/8—1251) из дома Беллем-Монтгомери.
Роман известен по двум иллюминированным рукописям XV века Филиппа III Доброго. Рукописи написаны готическим письмом и обнаружены при инвентаризации библиотеки герцога Бургундского в 1467—1469 годах. В настоящее время одна рукопись хранится в Королевской библиотеке Бельгии в Брюсселе, а другая, более поздняя, — в Национальной библиотеке Франции в Париже.

## Сюжет

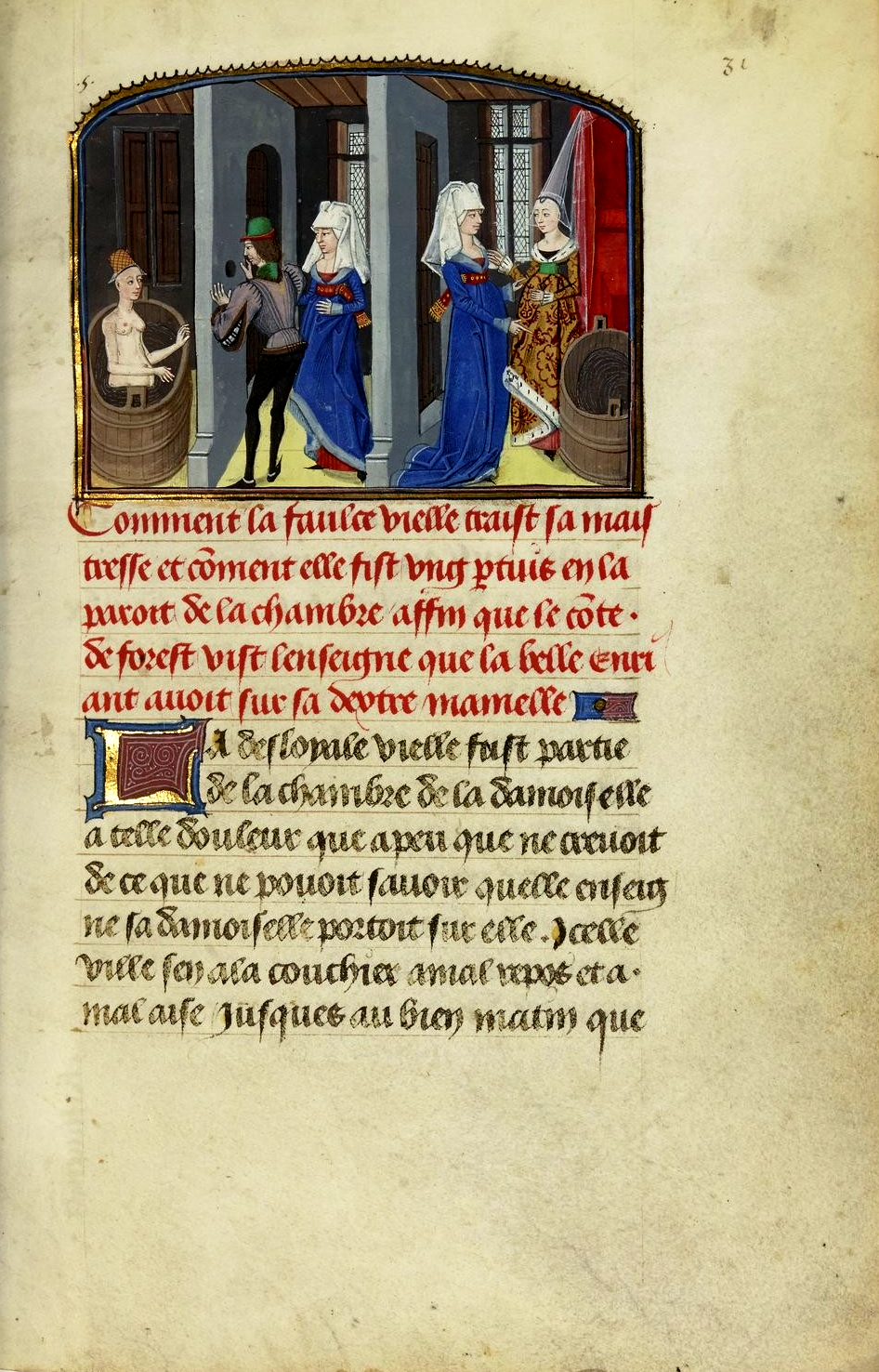
Лизард де Форез подсматривает за Ориантой. Рисунок из рукописи работы Луазе Лиеде и Гайо д’Ожеранса. Национальная библиотека Франции

Герой заключает пари на верность любимой женщины и сталкивается с неурядицами как результатом авантюры.
Находясь при дворе короля Людовика VIII в нормандском городе Пон-де-л’Арш, граф Жерар Неверский (вымышленный персонаж) публично говорит о безоговорочной любви к нему его избранницы, леди Орианты. Услышав это, граф Лизард де Форез предлагает заключить пари при условии, что ему удастся соблазнить Орианту. Жерар соглашается. Пользуясь гостеприимством отца Орианты, де Форез расточал красноречие и внимание, обольщая девушку, но она не отвечала взаимностью. К его удаче, де Форезу соглашается помочь старая горничная Гондра. Она поведала графу, что у Орианты с рождения на правой груди имеется родинка в форме фиалки. Проделав в стене отверстие, Гондра позволила де Форезу увидеть родинку во время купания Орианты.
При дворе де Форез объявляет о том, что выиграл пари, соблазнив Орианту. Жерар де Невер вынужден признать поражение и теряет своё графство, которое по итогу пари переходит де Форезу. Жерар заманивает возлюбленную в лес, чтобы перерезать ей горло. Одолев внезапно напавшего на них дракона, Жерар раскаивается в преступной мысли и оставляет Орианту.
Тайно вернувшись в своё бывшее владение, Жерар подслушивает разговор Лизарда и Гондры и узнаёт о невиновности Орианты. Он отправляется на поиски возлюбленной. В Шалоне он заболевает, а поправившись, едет в Кёльн. На следующий же день на город нападают саксы под предводительством Видукинда, и Жерар героически помогает обороняться. Перед его отвагой, обходительностью и красотой не устояла дочь герцога Эглантина, которая опоила рыцаря любовным зельем, чтобы тот забыл Орианту.
Тем временем у Орианты жаворонок уносит кольцо, подаренное Жераром. Она отвергает предложение рыцаря Мелатира. Ночью рядом с нею убивают женщину, а подозрение по наущению отвергнутого Мелатира падает на Орианту.
Забывший прошлое Жерар готов идти под венец с Эглантиной, когда в лесу ему попадается жаворонок с кольцом Орианты на шее, и он вспоминает любимую. Герой находит для Эглантины другого жениха и уезжает из Кёльна. Победив на пути гиганта Брудиголана, Жерар встречает путешествующего в компании рыцарей Миса, который рассказывает, что Орианту за убийство приговорили к сожжению на костре.
Жерар вызывает обвинителя на поединок. Мелатир терпит поражение в схватке и признаётся в оговоре. Орианта свободна. Жерар ищет де Фореза, побеждает его в турнире в Монтаржи, в провинции Гатинэ, и обличает противника перед королём. Новый вызов на поединок король пресекает, заклиная остановить распрю. В день Пятидесятницы в присутствии всего двора Лизард де Форез признаётся в своём преступлении. По приказу короля его привязали к хвосту лошади и протащили по городу, а затем повесили труп на дереве. Неверную гувернантку Гондру сварили в котле. Жерар Неверский и прекрасная Орианта поженились.